# Gerolamo Quaglia
Gerolamo Quaglia (* 8. Februar 1902 in São Paulo, Brasilien; † 11. November 1985 in Genua) war ein italienischer Ringer. Er gewann bei den Olympischen Spielen 1928 in Amsterdam eine Bronzemedaille im griechisch-römischen Stil im Federgewicht.

## Werdegang
Gerolamo Quaglia wuchs in São Paulo auf. Als seine Familie, die nach Brasilien ausgewandert war, nach Italien zurückkehrte, wurde er in Genua ansässig. Dort erlernte er als Jugendlicher im Gymnasium Christoph Columbus das Ringen. 1922 wurde er zum Militär eingezogen und war in Cagliari auf Sardinien stationiert. Über Palermo kam er wenig später nach Genua zurück und wurde Mitglied der Sportvereinigung Societa Andrea Doria Genua.
1922 wurde Gerolamo Quaglia erstmals italienischer Meister im griechisch-römischen Stil im Federgewicht. Diesen Titel gewann er auch 1923 und 1925. 1924 nahm er an den Olympischen Spielen in Paris teil. Er verlor dort aber im Federgewicht seine beiden Kämpfe und kam nur auf den 16. Platz.
1925 fanden die Europameisterschaften im griechisch-römischen Stil in Mailand statt. Gerolamo Quaglia kam dort mit einem Sieg und Niederlagen gegen Erik Malmberg aus Schweden und Jenő Németh aus Ungarn im Federgewicht auf den fünften Platz.
Zum Höhepunkt in der Laufbahn von Gerolamo Quaglia wurden die Olympischen Spiele 1928 in Amsterdam. Nach Siegen über Johannes Nolten junior aus den Niederlanden und Benjamin Araújo aus Portugal unterlag er gegen Károly Kárpáti aus Ungarn und Erik Malmberg, beides Ringer, die in ihrer Karriere Olympiasieger wurden, kam aber auf den dritten Platz und gewann damit eine Bronzemedaille.

## Internationale Erfolge
(OS = Olympische Spiele, EM = Europameisterschaft, GR = griechisch-römischer Stil, Fe = Federgewicht, damals bis 62 kg Körpergewicht)
- 1924, 16. Platz, OS in Paris, GR, Fe, nach Niederlagen gegen František Dyršmíd, Tschechoslowakei und Aage Torgensen, Dänemark;
- 1925, 5. Platz, EM in Mailand, GR, Fe, mit einem Sieg über Boulidon-Luc, Frankreich und Niederlagen gegen Erik Malmberg, Schweden und Jenő Németh, Ungarn;
- 1928, Bronzemedaille, OS in Amsterdam, GR, Fe, mit Siegen über Johannes Nolten junior, Niederlande und Benjamin Araújo, Portugal und Niederlagen gegen Károly Kárpáti, Ungarn und Erik Malmberg

## Italienische Meisterschaften
Gerolamo Quaglia wurde in den Jahren 1922, 1923 und 1925 italienischer Meister im griechisch-römischen Stil im Federgewicht.